# 孟姜女
孟姜女（もうきょうじょ）は、中国の民間伝承に登場する人物。秦の始皇帝時代の人。各地において様々なバリエーションの伝説が残されており、出生の方法などには無数の説がある。共通するところは、万里の長城を泣き崩したという点。

## 概要
孟員外の家から育った瓜が、姜家の屋根で実を作った。そこで、孟姜の家が争うものの、瓜は二等分することで和解する。しかし、その瓜の中からは一人の女の子が出てきた。再び孟家・姜家で争いになるが、生まれたばかりの女の子が「孟姜女」と2つの家の姓を名乗り、姜婆さんも孟家で生活することで和解する。これ以外にも、ごく普通の生まれをする物語などもある。
成長した孟姜女は范喜良（または万喜良・万杞良）という男と結婚する。しかし、范喜良は万里の長城つくりの人夫として徴用されてしまう。夫の後を追いかけるが、時既に遅く、范喜良は過酷な工事に耐え切れず死亡していた。悲しみにくれた孟姜女が慟哭すると、万里の長城が数里に渡って崩壊し、長城に埋め込まれていた夫の亡骸が発見されるのであった。
夫の范喜良についても、凡夫ではなく、ある種の神性を持っていたという伝説もある。ある伝承によれば、万里の長城を建設するには、1里に付き1人の生贄が必要であったと言う。しかし、范喜良は生贄としては1万人分の価値がある特殊な人間であったため、国家及び生贄を免れたいと思う民から追跡を受けている途中で孟姜女と出会い、結婚したというものがある。この場合でも、范喜良が逃げ回っている間に過酷な工事のため、1万人の民が死んでおり、用済みになった范喜良は普通に人夫としての苦役の中で命を落とした、というものもある。
最終的に、長城を崩壊させたところに始皇帝が訪れるが、孟姜女を咎めるどころか孟姜女の美しさに心酔し、結婚を申し込むと言うエピソードが追加されている伝説もある。このエピソードにおいては、孟姜女が始皇帝に対し范喜良の埋葬など様々な要求を付きつけ、それが全て達成されたところで始皇帝を批判する捨て台詞を残して姿を消すとされている。特に、始皇帝と結婚して富貴を極める物語などはないようである。